# 四方锥形分子构型

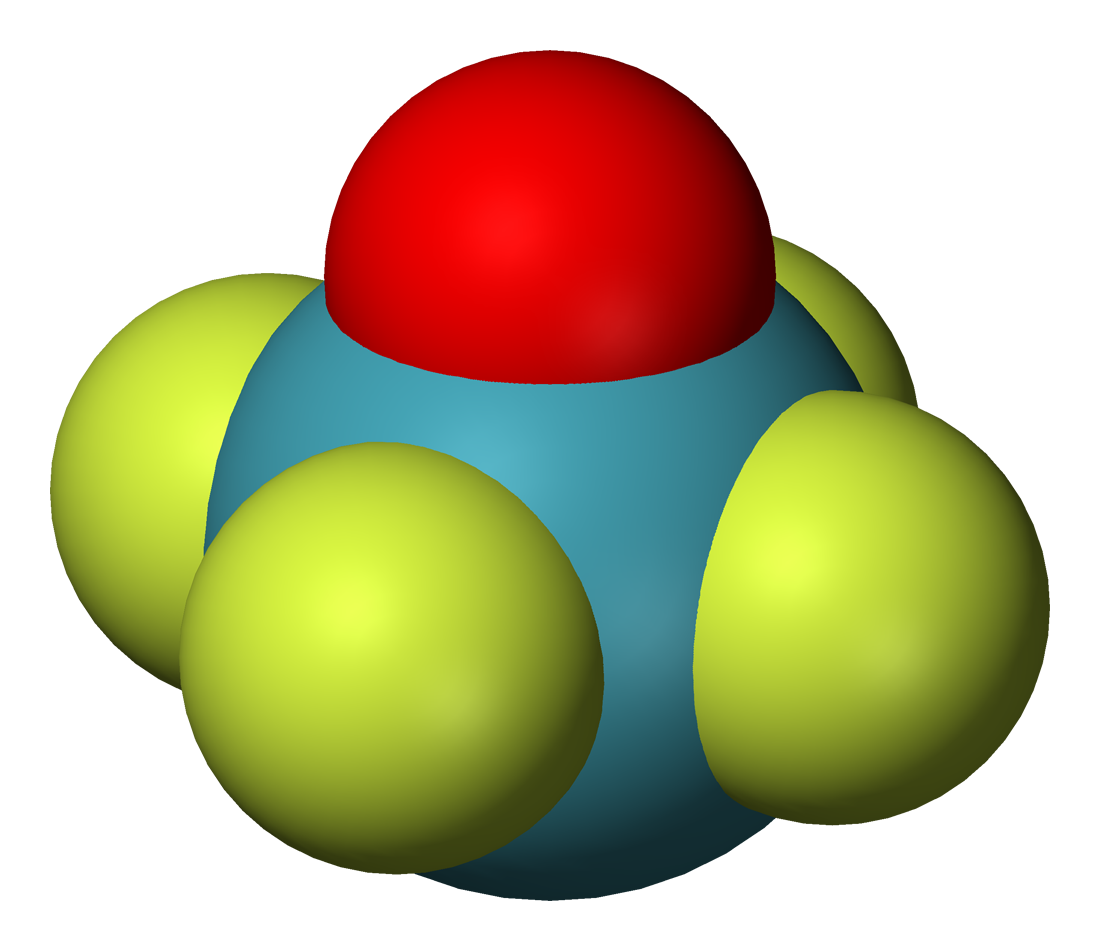
上图是一个四氟一氧化氙分子的结构，分子构型为四方锥型

四方锥型分子 是一种较为罕见的化合物构型，其分子构型为ML
5（L为配体）. 

## 贝里假旋转的过渡态
当双三角锥构型的分子进行贝里假旋转时，它会通过一个具有四方锥型的几何形状的中间阶段进行

## 分子例子
一些分子化合物包括XeOF4和各种卤素五氟化物（XF5，其中X为Cl、Br、I）；钒(IV)的配合物，如钒基乙酰丙酮酸酯[VO(acac)2]（acac为乙酰丙酮酸酯，是乙酰丙酮（2,4-戊二酮）的去质子化阴离子）及稀有气体和金属配合物。